# Megalo Paximadi
Megalo Paximadi (en griego: Μεγάλο Παξιμάδι) es una de las dos islas que componen las islas Paximadia. Un pequeño canal la separa de Mikro Paximadi. Se encuentra cerca de la isla de Creta. Administrativamente, forma parte de la prefectura de Rétino.

## Relieve
Megalo Paximadi se compone de una montaña alargada con una altura que va desde los 45 hasta los 155 metros y una llanura que hace las veces de playa al oeste de la isla. Las zonas norte y este son más escarpadas, aunque en esta última también encontramos una playa. 
- Datos: Q2885838